# Erhard Schmidt (Mathematiker)

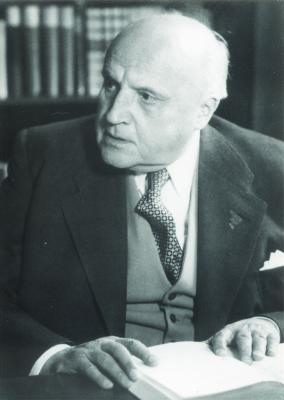
Erhard Schmidt (1956), fotografiert von Gerda Schimpf

Erhard Schmidt (* 1. Januarjul. / 13. Januar 1876greg. in Dorpat (heutiges Tartu, Estland); † 6. Dezember 1959 in Berlin) war ein deutscher Mathematiker, der vor allem in der Funktionalanalysis arbeitete.

## Leben
Schmidt war der Sohn des Professors für Physiologie in Dorpat Alexander Schmidt, der bedeutende Arbeiten zur Erklärung der Blutgerinnung leistete. Er studierte nach dem Besuch der Gymnasien in Dorpat und Riga zunächst an der Kaiserlichen Universität Dorpat und dann in Berlin Mathematik bei Hermann Amandus Schwarz sowie in Göttingen unter David Hilbert, wo er 1905 mit einer Arbeit über Integralgleichungen promoviert  (Entwickelung willkürlicher Functionen nach Systemen vorgeschriebener) wurde. Hilbert war gerade mitten in seinem Programm der Entwicklung der Grundlagen dessen, was heute Funktionalanalysis genannt wird, und Schmidt wurde darin einer seiner wichtigsten Mitstreiter. 1906 habilitierte er sich in Bonn bei Eduard Study und ging dann über Stationen als Professor in Zürich (1908), Erlangen und Breslau nach Berlin, wo er 1917 Nachfolger von Schwarz an der Friedrich-Wilhelms-Universität zu Berlin wurde. Mit den bald darauf berufenen Ludwig Bieberbach und Issai Schur sowie dem auf Betreiben Schmidts eingerichteten Lehrstuhl für angewandte Mathematik, der mit Richard von Mises besetzt wurde, bildete Berlin in den 1920er Jahren eines der Anziehungszentren für Mathematik in Deutschland. 1929–1930 war er Rektor der Universität Berlin. Er war aber nicht nur ein guter Organisator, sondern ein erfolgreicher und mitreißender Lehrer, wie Heinz Hopf bezeugt, der ihn 1917 in Breslau hörte und später in Berlin bei ihm studierte. 1950 emeritierte er, blieb aber bis 1958 Direktor des Forschungsinstituts für Mathematik der Deutschen Akademie der Wissenschaften in Berlin. Er gehörte zu den Gründern zweier wichtiger deutscher Journale: Mathematische Zeitschrift (1918) und Mathematische Nachrichten (1948).
In den Jahren 1927 und 1928 und erneut von 1935 bis 1936 war er Präsident der Deutschen Mathematiker-Vereinigung und 1936 Leiter der deutschen Delegation auf dem Internationalen Mathematikerkongress in Oslo. Seit 1918 war er Mitglied der Preußischen Akademie der Wissenschaften, 1942 wurde er zum korrespondierenden Mitglied der Bayerischen Akademie der Wissenschaften gewählt. 1956 wurde er als korrespondierendes Mitglied in die Académie des sciences aufgenommen.
Schmidt gilt als einer der Begründer der Funktionalanalysis, viele Konzepte in der Theorie der Hilberträume, die aus der Untersuchung von Integralgleichungen in der Hilbert-Schule entstand, stammen von ihm. Er vereinfacht die Darstellungen bei Hilbert und Ivar Fredholm wesentlich und behandelt auch nichtlineare Integralgleichungen. Bekannt ist das Gram-Schmidtsche Orthonormalisierungsverfahren für die Entwicklung eines Orthonormalsystems von Eigenfunktionen. In den Rendicondi di Circolo Math. di Palermo von 1908 behandelt er die Auflösung unendlich dimensionaler Gleichungssysteme unter verschiedensten Gesichtspunkten. Mit der Umformulierung der Theorie in den Händen seines Schülers John von Neumann konnte sich Schmidt nie anfreunden.
Schmidt arbeitete auch in der analytischen Zahlentheorie, der Topologie (neuer einfacher Beweis des Jordanschen Kurvensatzes, Sitzungsberichte Preuss.Akad.Wiss. 1923) und zuletzt ab 1939 über die isoperimetrische Probleme in der Geometrie. In frühen Arbeiten beschäftigte er sich auch mit der Definition der Inhaltsbegriffe und der Kurvenlänge in der Analysis.
Er war seit 1909 mit Berta von Bergmann verheiratet, die 1916 bei Geburt des dritten Sohnes starb.